# Giovanni Visconti (aartsbisschop)

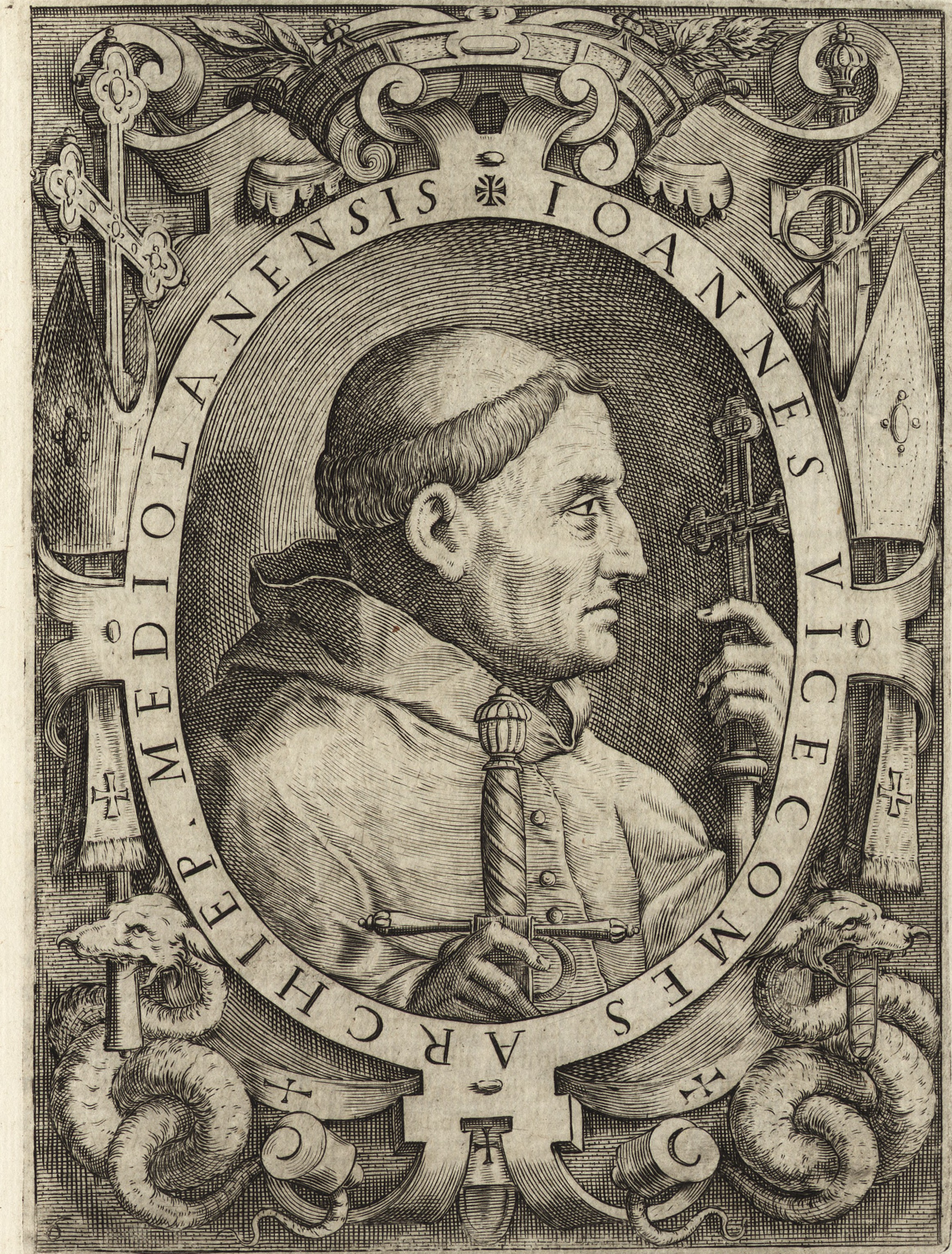
Fantasieportret van Giovanni Visconti uit 1645

Giovanni Visconti (1289 - 5 oktober 1354) was aartsbisschop van Milaan en lid van de heersende Viscontifamilie in de heerlijkheid Milaan.

## Levensloop
Giovanni was voorbestemd voor de geestelijke staat.
Nadat hij, samen met zijn broers in 1323 was gevangengenomen door Lodewijk IV van Beieren, aanvaardde hij in 1329, om aan deze voldoening te schenken, een kardinaalshoed uit handen van de Tegenpaus Nicolaas V. Het jaar daarop verzoende hij zich met de wettige paus van Rome, gevestigd in Avignon, paus Johannes XXII. Hij leverde de hoed weer in en werd bisschop van Novara.
Twee jaar later werd hij ook heer van Novara, nadat hij de wettige heer, Cacino Tornielli, had afgezet en gevangengenomen.
Aangezien Aicardo Antimiani, de aartsbisschop van Milaan, in ballingschap was gestuurd, werd Giovanni Visconti in 1333 door paus Johannes XXII tot administrator van het aartsbisdom benoemd. In 1342 werd hij door paus Clemens VI tot aartsbisschop van Milaan benoemd.
In 1349 stierf de heer van Milaan, Luchino Visconti. De jeugdige leeftijd van diens zonen en de grote twijfels over hun wettigheid, maakten dat Giovanni op de Milanese troon kwam. Hij gedroeg zich bijzonder mild: zijn neven, zonen van Stefano keerden uit ballingschap terug, Ludoviso Visconti werd uit de gevangenis vrijgelaten. Voor de kinderen van Luchino Visconti was hij minder barmhartig en ze verdwenen uit het Milanese beeld.
Hoewel hij van zijn broer een groot land had geërfd, voldeed dit nog niet aan zijn ambities, die er hem toe brachten over heel Italië te willen regeren. Hij gebruikte hiervoor zijn sluwe politieke capaciteiten, naast de militaire veroveringen, door legers die onder de leiding stonden van zijn bastaardzoon Giovanni Visconti d'Oleggio. Zo kocht hij Bologna dat eigenlijk tot de Pauselijke Staat behoorde. Hij bond allerhande kleine vorsten, plaatselijke tirannen en samenzweerders aan zich door ze zijn bescherming te garanderen. Wie zich niet goedschiks onderwierp, mocht het leger van d'Oleggio verwachten. Alleen Florence bood de nodige weerstand.
Hij had het plan om de vier vorstendommen Mantua, Verona, Ferrara en Padua in te palmen, maar hij stierf onverwachts voor hij dit plan kon uitvoeren. Als aartsbisschop werd hij opgevolgd door Roberto Visconti en als heer van Milaan door de drie zoons van zijn jongste broer Stefano Visconti.